# 駒ヶ嶺村
駒ヶ嶺村（こまがみねむら）は、昭和29年（1954年）まで福島県相馬郡の北東部にあった村。現在の新地町駒ケ嶺にあたる。

## 地理
- 山岳：五社壇 (386m)、地蔵森 (348m)
- 河川：立田川、江堀川
- 湖沼：新沼浦（干拓により消滅）
- 海：太平洋

## 歴史
旧駒ヶ嶺村域は現在は福島県に所属しているが、江戸時代には新地などと共に仙台藩領であり、村内には浜通り方面における仙台藩領最南端の城砦・駒ヶ嶺城が置かれており、そのため明治初年までは北隣の宮城県亘理郡と一体に扱われていた。
- 明治22年（1889年）4月1日 - 町村制施行にともない、旧来の駒ヶ嶺村が単独で村制施行し宇多郡駒ヶ嶺村が発足。
- 明治29年（1897年）4月1日 - 宇多郡と行方郡が合併して相馬郡が発足。相馬郡駒ヶ嶺村となる。
- 昭和29年（1954年）8月20日 - 新地村・福田村と合併し、新制の新地村となる。

## 行政

### 首長
- 歴代村長

| 代 | 氏名       | 就任                     | 退任                      | 備考 |
| -- | ---------- | ------------------------ | ------------------------- | ---- |
| 1  | 菅原道顕   | 明治22年（1889年）8月1日 | 明治26年（1893年）7月4日  |      |
| 2  | 佐藤左右平 | 明治26年（1893年）7月5日 | 明治30年（1897年）7月4日  |      |
| 3  | 菅原道顕   | 明治30年（1897年）7月6日 | 明治34年（1901年）7月15日 | 再任 |
| 4  | 佐藤左右平 | 明治35年（1902年）2月3日 | 明治38年（1905年）4月7日  | 再任 |
| 5  | 荒川清蔵   | 明治38年（1905年）5月3日 | 大正8年（1919年）         |      |
| 6  | 菅野亀吉   | 大正8年（1919年）        | 昭和2年（1927年）         |      |
| 7  | 渡部子之助 | 昭和2年（1927年）        | 昭和5年（1930年）         |      |
| 8  | 菅野亀吉   | 昭和5年（1930年）        | 昭和13年（1938年）        | 再任 |
| 9  | 大須賀純   | 昭和13年（1938年）       | 昭和21年（1946年）        |      |
| 10 | 目黒捨治   | 昭和22年（1947年）       | 昭和26年（1951年）        |      |
| 11 | 寺島佐平   | 昭和26年（1951年）       | 昭和29年（1954年）8月19日 |      |

## 地域

### 人口
| 1920年 | 2,351人 |  |
| 1925年 | 2,552人 |  |
| 1930年 | 2,641人 |  |
| 1935年 | 2,692人 |  |
| 1940年 | 2,682人 |  |
| 1947年 | 3,757人 |  |
| 1950年 | 3,596人 |  |

※国勢調査による

## 交通

### 鉄道
国鉄常磐線：駒ケ嶺駅

### 道路
国道
- 国道6号

県道
- 県道白石中村線（現：国道113号）